# Kärlek på menyn
Kärlek på menyn (originaltitel: No Reservations) är en romantisk dramakomedi från 2007 med Catherine Zeta-Jones och Aaron Eckhart. Den regisserades av Scott Hicks. Det är en nyinspelning av den tyska filmen Bella Martha från 2001. Filmen hade biopremiär i Sverige den 14 september 2007 och släpptes på DVD den 23 januari 2008 i Sverige. Filmen är barntillåten.

## Handling
Är du sugen på en mör och perfekt tillagad vaktel i en utsökt tryffelsås? Det kan Kate (Catherine Zeta-Jones) lätt tillaga åt dig; hon är en arbetsnarkoman och en stjärnkock. Men be henne inte göra något åt den nya kocken Nick (Aaron Eckhart), som har en fri själ och som älskar opera, och han har precis börjat på hennes trendiga Manhattanrestaurang. Och fråga henne absolut inte vad hon ska göra åt sin plötsligt föräldralösa systerdotter Zoe (Abigail Breslin) som ska bo hos Kate, men Zoe verkar föredra fiskpinnar framför gåsleverpaté. Kate säger till sin terapeut (Bob Balaban) att hon önskar att det fanns en livs-kokbok där recepten berättar precis hur man gör. En omisskännlig kärlek till god mat ger extra krydda till denna varmhjärtade och roliga film om en kvinna som så småningom inser att det finns en värld utanför hennes kök. 

## Rollista (i urval)
- Catherine Zeta-Jones - Kate
- Aaron Eckhart - Nick
- Abigail Breslin - Zoe
- Patricia Clarkson - Paula
- Bob Balaban - terapeuten